# Oryzias haugiangensis
Oryzias haugiangensis är en fiskart som beskrevs av Roberts, 1998. Oryzias haugiangensis ingår i släktet Oryzias och familjen Adrianichthyidae. IUCN kategoriserar arten globalt som otillräckligt studerad. Inga underarter finns listade i Catalogue of Life.